# Karel van Sleeswijk-Holstein-Sonderburg-Glücksburg
Karel van Sleeswijk-Holstein-Sonderburg-Glücksburg (Sleeswijk, 30 september 1813 - Glücksburg, 24 oktober 1878) was van 1831 tot aan zijn dood hertog van Sleeswijk-Holstein-Sonderburg-Glücksburg. 

## Levensloop
Karel was de oudste zoon van hertog Frederik Willem van Sleeswijk-Holstein-Sonderburg-Glücksburg en diens echtgenote Louise Carolina, dochter van landgraaf Karel van Hessen-Kassel.
Hij ging in militaire dienst bij het Deense leger en werd achtereenvolgens officier, kolonel en commandant van het Vijfde Jagercorps. Na het overlijden van zijn vader in 1831 werd hij de tweede hertog van Sleeswijk-Holstein-Sonderburg-Glücksburg en bekommerde hij zich om zijn uitgebreide landerijen. 
Op 19 mei 1838 huwde Karel in Kopenhagen met Wilhelmina Maria (1808-1891), dochter van koning Frederik VI van Denemarken. Eerder was Wilhelmina Maria van 1828 tot aan hun scheiding in 1837 gehuwd met prins Frederik van Denemarken, de latere koning Frederik VII. Het huwelijk bleef kinderloos.
Op de zijarm Schlei verwierf Karel in 1840 de landgoederen Loitmark en Espenis en in 1855 verwierf hij het landgoed Grünholz. Ter gelegenheid van zijn zilveren huwelijksjubileum werd Karel in 1863 benoemd tot ereburger van de stad Kiel.
In 1878 stierf hij op 65-jarige leeftijd. Hij werd als hertog van Sleeswijk-Holstein-Sonderburg-Glücksburg opgevolgd door zijn jongere broer Frederik II.

## Kwartierstaat
| Karel Anton van Sleeswijk-Holstein-Sonderburg-Beck (1727-1759) | Karel Anton van Sleeswijk-Holstein-Sonderburg-Beck (1727-1759) | Karel Anton van Sleeswijk-Holstein-Sonderburg-Beck (1727-1759) | Karel Anton van Sleeswijk-Holstein-Sonderburg-Beck (1727-1759) | Karel Anton van Sleeswijk-Holstein-Sonderburg-Beck (1727-1759)             | Karel Anton van Sleeswijk-Holstein-Sonderburg-Beck (1727-1759)             | Friederike Charlotte Antoinette zu Dohna-Leistenau (1738-1786)             | Friederike Charlotte Antoinette zu Dohna-Leistenau (1738-1786)             | Friederike Charlotte Antoinette zu Dohna-Leistenau (1738-1786)             | Friederike Charlotte Antoinette zu Dohna-Leistenau (1738-1786)             | Friederike Charlotte Antoinette zu Dohna-Leistenau (1738-1786)            | Friederike Charlotte Antoinette zu Dohna-Leistenau (1738-1786)            |                                                                           |                                                                           | Karl Leopold von Schlieben (1723-1788)                                    | Karl Leopold von Schlieben (1723-1788)                                    | Karl Leopold von Schlieben (1723-1788)                         | Karl Leopold von Schlieben (1723-1788)                         | Karl Leopold von Schlieben (1723-1788)                         | Karl Leopold von Schlieben (1723-1788)                         | Marie Eleonore gravin van Lehndorff (1722-1800)                | Marie Eleonore gravin van Lehndorff (1722-1800)                | Marie Eleonore gravin van Lehndorff (1722-1800) | Marie Eleonore gravin van Lehndorff (1722-1800) | Marie Eleonore gravin van Lehndorff (1722-1800)                      | Marie Eleonore gravin van Lehndorff (1722-1800)                      |                                                                      |                                                                      | Frederik II van Hessen-Kassel (1720-1785)                            | Frederik II van Hessen-Kassel (1720-1785)                            | Frederik II van Hessen-Kassel (1720-1785) | Frederik II van Hessen-Kassel (1720-1785) | Frederik II van Hessen-Kassel (1720-1785)                       | Frederik II van Hessen-Kassel (1720-1785)                       | Maria van Hannover (1723-1772)                                  | Maria van Hannover (1723-1772)                                  | Maria van Hannover (1723-1772)                                  | Maria van Hannover (1723-1772)                                  | Maria van Hannover (1723-1772)               | Maria van Hannover (1723-1772)               |                                              |                                              | Frederik V van Denemarken (1723-1766)        | Frederik V van Denemarken (1723-1766)        | Frederik V van Denemarken (1723-1766)    | Frederik V van Denemarken (1723-1766)    | Frederik V van Denemarken (1723-1766) | Frederik V van Denemarken (1723-1766) | Louise van Hannover (1724-1751)   | Louise van Hannover (1724-1751)   | Louise van Hannover (1724-1751) | Louise van Hannover (1724-1751) | Louise van Hannover (1724-1751) | Louise van Hannover (1724-1751) |  |  |  |  |  |  |  |  |  |  |  |  |  |  |  |  |  |  |  |  |  |  |  |  |  |  |  |  |  |  |  |  |  |  |  |  |  |  |  |  |  |  |  |  |  |  |  |  |
| Karel Anton van Sleeswijk-Holstein-Sonderburg-Beck (1727-1759) | Karel Anton van Sleeswijk-Holstein-Sonderburg-Beck (1727-1759) | Karel Anton van Sleeswijk-Holstein-Sonderburg-Beck (1727-1759) | Karel Anton van Sleeswijk-Holstein-Sonderburg-Beck (1727-1759) | Karel Anton van Sleeswijk-Holstein-Sonderburg-Beck (1727-1759)             | Karel Anton van Sleeswijk-Holstein-Sonderburg-Beck (1727-1759)             | Friederike Charlotte Antoinette zu Dohna-Leistenau (1738-1786)             | Friederike Charlotte Antoinette zu Dohna-Leistenau (1738-1786)             | Friederike Charlotte Antoinette zu Dohna-Leistenau (1738-1786)             | Friederike Charlotte Antoinette zu Dohna-Leistenau (1738-1786)             | Friederike Charlotte Antoinette zu Dohna-Leistenau (1738-1786)            | Friederike Charlotte Antoinette zu Dohna-Leistenau (1738-1786)            |                                                                           |                                                                           | Karl Leopold von Schlieben (1723-1788)                                    | Karl Leopold von Schlieben (1723-1788)                                    | Karl Leopold von Schlieben (1723-1788)                         | Karl Leopold von Schlieben (1723-1788)                         | Karl Leopold von Schlieben (1723-1788)                         | Karl Leopold von Schlieben (1723-1788)                         | Marie Eleonore gravin van Lehndorff (1722-1800)                | Marie Eleonore gravin van Lehndorff (1722-1800)                | Marie Eleonore gravin van Lehndorff (1722-1800) | Marie Eleonore gravin van Lehndorff (1722-1800) | Marie Eleonore gravin van Lehndorff (1722-1800)                      | Marie Eleonore gravin van Lehndorff (1722-1800)                      |                                                                      |                                                                      | Frederik II van Hessen-Kassel (1720-1785)                            | Frederik II van Hessen-Kassel (1720-1785)                            | Frederik II van Hessen-Kassel (1720-1785) | Frederik II van Hessen-Kassel (1720-1785) | Frederik II van Hessen-Kassel (1720-1785)                       | Frederik II van Hessen-Kassel (1720-1785)                       | Maria van Hannover (1723-1772)                                  | Maria van Hannover (1723-1772)                                  | Maria van Hannover (1723-1772)                                  | Maria van Hannover (1723-1772)                                  | Maria van Hannover (1723-1772)               | Maria van Hannover (1723-1772)               |                                              |                                              | Frederik V van Denemarken (1723-1766)        | Frederik V van Denemarken (1723-1766)        | Frederik V van Denemarken (1723-1766)    | Frederik V van Denemarken (1723-1766)    | Frederik V van Denemarken (1723-1766) | Frederik V van Denemarken (1723-1766) | Louise van Hannover (1724-1751)   | Louise van Hannover (1724-1751)   | Louise van Hannover (1724-1751) | Louise van Hannover (1724-1751) | Louise van Hannover (1724-1751) | Louise van Hannover (1724-1751) |  |  |  |  |  |  |  |  |  |  |  |  |  |  |  |  |  |  |  |  |  |  |  |  |  |  |  |  |  |  |  |  |  |  |  |  |  |  |  |  |  |  |  |  |  |  |  |  |
|                                                                |                                                                |                                                                |                                                                |                                                                            |                                                                            |                                                                            |                                                                            |                                                                            |                                                                            |                                                                           |                                                                           |                                                                           |                                                                           |                                                                           |                                                                           |                                                                |                                                                |                                                                |                                                                |                                                                |                                                                |                                                 |                                                 |                                                                      |                                                                      |                                                                      |                                                                      |                                                                      |                                                                      |                                           |                                           |                                                                 |                                                                 |                                                                 |                                                                 |                                                                 |                                                                 |                                              |                                              |                                              |                                              |                                              |                                              |                                          |                                          |                                       |                                       |                                   |                                   |                                 |                                 |                                 |                                 |  |  |  |  |  |  |  |  |  |  |  |  |  |  |  |  |  |  |  |  |  |  |  |  |  |  |  |  |  |  |  |  |  |  |  |  |  |  |  |  |  |  |  |  |  |  |  |  |
|                                                                |                                                                |                                                                |                                                                | Frederik Karel Lodewijk van Sleeswijk-Holstein-Sonderburg-Beck (1757-1816) | Frederik Karel Lodewijk van Sleeswijk-Holstein-Sonderburg-Beck (1757-1816) | Frederik Karel Lodewijk van Sleeswijk-Holstein-Sonderburg-Beck (1757-1816) | Frederik Karel Lodewijk van Sleeswijk-Holstein-Sonderburg-Beck (1757-1816) | Frederik Karel Lodewijk van Sleeswijk-Holstein-Sonderburg-Beck (1757-1816) | Frederik Karel Lodewijk van Sleeswijk-Holstein-Sonderburg-Beck (1757-1816) |                                                                           |                                                                           |                                                                           |                                                                           |                                                                           |                                                                           | Frederica Amalia van Schlieben (1757-1827)                     | Frederica Amalia van Schlieben (1757-1827)                     | Frederica Amalia van Schlieben (1757-1827)                     | Frederica Amalia van Schlieben (1757-1827)                     | Frederica Amalia van Schlieben (1757-1827)                     | Frederica Amalia van Schlieben (1757-1827)                     |                                                 |                                                 |                                                                      |                                                                      |                                                                      |                                                                      |                                                                      |                                                                      |                                           |                                           | Karel van Hessen-Kassel (1744-1836)                             | Karel van Hessen-Kassel (1744-1836)                             | Karel van Hessen-Kassel (1744-1836)                             | Karel van Hessen-Kassel (1744-1836)                             | Karel van Hessen-Kassel (1744-1836)                             | Karel van Hessen-Kassel (1744-1836)                             |                                              |                                              |                                              |                                              |                                              |                                              | Louise van Denemarken (1750-1831)        | Louise van Denemarken (1750-1831)        | Louise van Denemarken (1750-1831)     | Louise van Denemarken (1750-1831)     | Louise van Denemarken (1750-1831) | Louise van Denemarken (1750-1831) |                                 |                                 |                                 |                                 |  |  |  |  |  |  |  |  |  |  |  |  |  |  |  |  |  |  |  |  |  |  |  |  |  |  |  |  |  |  |  |  |  |  |  |  |  |  |  |  |  |  |  |  |  |  |  |  |
|                                                                |                                                                |                                                                |                                                                | Frederik Karel Lodewijk van Sleeswijk-Holstein-Sonderburg-Beck (1757-1816) | Frederik Karel Lodewijk van Sleeswijk-Holstein-Sonderburg-Beck (1757-1816) | Frederik Karel Lodewijk van Sleeswijk-Holstein-Sonderburg-Beck (1757-1816) | Frederik Karel Lodewijk van Sleeswijk-Holstein-Sonderburg-Beck (1757-1816) | Frederik Karel Lodewijk van Sleeswijk-Holstein-Sonderburg-Beck (1757-1816) | Frederik Karel Lodewijk van Sleeswijk-Holstein-Sonderburg-Beck (1757-1816) |                                                                           |                                                                           |                                                                           |                                                                           |                                                                           |                                                                           | Frederica Amalia van Schlieben (1757-1827)                     | Frederica Amalia van Schlieben (1757-1827)                     | Frederica Amalia van Schlieben (1757-1827)                     | Frederica Amalia van Schlieben (1757-1827)                     | Frederica Amalia van Schlieben (1757-1827)                     | Frederica Amalia van Schlieben (1757-1827)                     |                                                 |                                                 |                                                                      |                                                                      |                                                                      |                                                                      |                                                                      |                                                                      |                                           |                                           | Karel van Hessen-Kassel (1744-1836)                             | Karel van Hessen-Kassel (1744-1836)                             | Karel van Hessen-Kassel (1744-1836)                             | Karel van Hessen-Kassel (1744-1836)                             | Karel van Hessen-Kassel (1744-1836)                             | Karel van Hessen-Kassel (1744-1836)                             |                                              |                                              |                                              |                                              |                                              |                                              | Louise van Denemarken (1750-1831)        | Louise van Denemarken (1750-1831)        | Louise van Denemarken (1750-1831)     | Louise van Denemarken (1750-1831)     | Louise van Denemarken (1750-1831) | Louise van Denemarken (1750-1831) |                                 |                                 |                                 |                                 |  |  |  |  |  |  |  |  |  |  |  |  |  |  |  |  |  |  |  |  |  |  |  |  |  |  |  |  |  |  |  |  |  |  |  |  |  |  |  |  |  |  |  |  |  |  |  |  |
|                                                                |                                                                |                                                                |                                                                |                                                                            |                                                                            |                                                                            |                                                                            |                                                                            |                                                                            | Frederik Willem van Sleeswijk- Holstein-Sonderburg-Glücksburg (1785-1831) | Frederik Willem van Sleeswijk- Holstein-Sonderburg-Glücksburg (1785-1831) | Frederik Willem van Sleeswijk- Holstein-Sonderburg-Glücksburg (1785-1831) | Frederik Willem van Sleeswijk- Holstein-Sonderburg-Glücksburg (1785-1831) | Frederik Willem van Sleeswijk- Holstein-Sonderburg-Glücksburg (1785-1831) | Frederik Willem van Sleeswijk- Holstein-Sonderburg-Glücksburg (1785-1831) |                                                                |                                                                |                                                                |                                                                |                                                                |                                                                |                                                 |                                                 |                                                                      |                                                                      |                                                                      |                                                                      |                                                                      |                                                                      |                                           |                                           |                                                                 |                                                                 |                                                                 |                                                                 |                                                                 |                                                                 | Louise Caroline van Hesse-Kassel (1789-1867) | Louise Caroline van Hesse-Kassel (1789-1867) | Louise Caroline van Hesse-Kassel (1789-1867) | Louise Caroline van Hesse-Kassel (1789-1867) | Louise Caroline van Hesse-Kassel (1789-1867) | Louise Caroline van Hesse-Kassel (1789-1867) |                                          |                                          |                                       |                                       |                                   |                                   |                                 |                                 |                                 |                                 |  |  |  |  |  |  |  |  |  |  |  |  |  |  |  |  |  |  |  |  |  |  |  |  |  |  |  |  |  |  |  |  |  |  |  |  |  |  |  |  |  |  |  |  |  |  |  |  |
|                                                                |                                                                |                                                                |                                                                |                                                                            |                                                                            |                                                                            |                                                                            |                                                                            |                                                                            | Frederik Willem van Sleeswijk- Holstein-Sonderburg-Glücksburg (1785-1831) | Frederik Willem van Sleeswijk- Holstein-Sonderburg-Glücksburg (1785-1831) | Frederik Willem van Sleeswijk- Holstein-Sonderburg-Glücksburg (1785-1831) | Frederik Willem van Sleeswijk- Holstein-Sonderburg-Glücksburg (1785-1831) | Frederik Willem van Sleeswijk- Holstein-Sonderburg-Glücksburg (1785-1831) | Frederik Willem van Sleeswijk- Holstein-Sonderburg-Glücksburg (1785-1831) |                                                                |                                                                |                                                                |                                                                |                                                                |                                                                |                                                 |                                                 |                                                                      |                                                                      |                                                                      |                                                                      |                                                                      |                                                                      |                                           |                                           |                                                                 |                                                                 |                                                                 |                                                                 |                                                                 |                                                                 | Louise Caroline van Hesse-Kassel (1789-1867) | Louise Caroline van Hesse-Kassel (1789-1867) | Louise Caroline van Hesse-Kassel (1789-1867) | Louise Caroline van Hesse-Kassel (1789-1867) | Louise Caroline van Hesse-Kassel (1789-1867) | Louise Caroline van Hesse-Kassel (1789-1867) |                                          |                                          |                                       |                                       |                                   |                                   |                                 |                                 |                                 |                                 |  |  |  |  |  |  |  |  |  |  |  |  |  |  |  |  |  |  |  |  |  |  |  |  |  |  |  |  |  |  |  |  |  |  |  |  |  |  |  |  |  |  |  |  |  |  |  |  |
|                                                                |                                                                |                                                                |                                                                |                                                                            |                                                                            |                                                                            |                                                                            |                                                                            |                                                                            |                                                                           |                                                                           |                                                                           |                                                                           |                                                                           |                                                                           |                                                                |                                                                |                                                                |                                                                |                                                                |                                                                |                                                 |                                                 |                                                                      |                                                                      |                                                                      |                                                                      |                                                                      |                                                                      |                                           |                                           |                                                                 |                                                                 |                                                                 |                                                                 |                                                                 |                                                                 |                                              |                                              |                                              |                                              |                                              |                                              |                                          |                                          |                                       |                                       |                                   |                                   |                                 |                                 |                                 |                                 |  |  |  |  |  |  |  |  |  |  |  |  |  |  |  |  |  |  |  |  |  |  |  |  |  |  |  |  |  |  |  |  |  |  |  |  |  |  |  |  |  |  |  |  |  |  |  |  |
|                                                                |                                                                |                                                                |                                                                |                                                                            |                                                                            |                                                                            |                                                                            |                                                                            |                                                                            |                                                                           |                                                                           |                                                                           |                                                                           |                                                                           |                                                                           |                                                                |                                                                |                                                                |                                                                |                                                                |                                                                |                                                 |                                                 |                                                                      |                                                                      |                                                                      |                                                                      |                                                                      |                                                                      |                                           |                                           |                                                                 |                                                                 |                                                                 |                                                                 |                                                                 |                                                                 |                                              |                                              |                                              |                                              |                                              |                                              |                                          |                                          |                                       |                                       |                                   |                                   |                                 |                                 |                                 |                                 |  |  |  |  |  |  |  |  |  |  |  |  |  |  |  |  |  |  |  |  |  |  |  |  |  |  |  |  |  |  |  |  |  |  |  |  |  |  |  |  |  |  |  |  |  |  |  |  |
| Louise Maria Frederica (1810-1869)                             | Louise Maria Frederica (1810-1869)                             | Louise Maria Frederica (1810-1869)                             | Louise Maria Frederica (1810-1869)                             | Louise Maria Frederica (1810-1869)                                         | Louise Maria Frederica (1810-1869)                                         |                                                                            |                                                                            | Frederica van Sleeswijk- Holstein-Sonderburg-Glücksburg (1811-1902)        | Frederica van Sleeswijk- Holstein-Sonderburg-Glücksburg (1811-1902)        | Frederica van Sleeswijk- Holstein-Sonderburg-Glücksburg (1811-1902)       | Frederica van Sleeswijk- Holstein-Sonderburg-Glücksburg (1811-1902)       | Frederica van Sleeswijk- Holstein-Sonderburg-Glücksburg (1811-1902)       | Frederica van Sleeswijk- Holstein-Sonderburg-Glücksburg (1811-1902)       |                                                                           |                                                                           | Karel van Sleeswijk-Holstein-Sonderburg-Glücksburg (1813-1878) | Karel van Sleeswijk-Holstein-Sonderburg-Glücksburg (1813-1878) | Karel van Sleeswijk-Holstein-Sonderburg-Glücksburg (1813-1878) | Karel van Sleeswijk-Holstein-Sonderburg-Glücksburg (1813-1878) | Karel van Sleeswijk-Holstein-Sonderburg-Glücksburg (1813-1878) | Karel van Sleeswijk-Holstein-Sonderburg-Glücksburg (1813-1878) |                                                 |                                                 | Frederik II van Sleeswijk-Holstein-Sonderburg-Glücksburg (1814-1885) | Frederik II van Sleeswijk-Holstein-Sonderburg-Glücksburg (1814-1885) | Frederik II van Sleeswijk-Holstein-Sonderburg-Glücksburg (1814-1885) | Frederik II van Sleeswijk-Holstein-Sonderburg-Glücksburg (1814-1885) | Frederik II van Sleeswijk-Holstein-Sonderburg-Glücksburg (1814-1885) | Frederik II van Sleeswijk-Holstein-Sonderburg-Glücksburg (1814-1885) |                                           |                                           | Willem van Sleeswijk-Holstein-Sonderburg-Glücksburg (1816-1893) | Willem van Sleeswijk-Holstein-Sonderburg-Glücksburg (1816-1893) | Willem van Sleeswijk-Holstein-Sonderburg-Glücksburg (1816-1893) | Willem van Sleeswijk-Holstein-Sonderburg-Glücksburg (1816-1893) | Willem van Sleeswijk-Holstein-Sonderburg-Glücksburg (1816-1893) | Willem van Sleeswijk-Holstein-Sonderburg-Glücksburg (1816-1893) |                                              |                                              | Christiaan IX van Denemarken (1818-1906)     | Christiaan IX van Denemarken (1818-1906)     | Christiaan IX van Denemarken (1818-1906)     | Christiaan IX van Denemarken (1818-1906)     | Christiaan IX van Denemarken (1818-1906) | Christiaan IX van Denemarken (1818-1906) |                                       |                                       | 1 zuster en 3 broers              | 1 zuster en 3 broers              | 1 zuster en 3 broers            | 1 zuster en 3 broers            | 1 zuster en 3 broers            | 1 zuster en 3 broers            |  |  |  |  |  |  |  |  |  |  |  |  |  |  |  |  |  |  |  |  |  |  |  |  |  |  |  |  |  |  |  |  |  |  |  |  |  |  |  |  |  |  |  |  |  |  |  |  |